# اولکن قوسکول
اولکن قوسکول (قزاقی: Үлкен Қоскөл) یک دریاچه در استان قزاقستان شمالی کشور قزاقستان است.